# 서하남 분기점
서하남 분기점(W.Hanam Junction, 서하남JC)은 경기도 하남시 광암동에 설치된 세종포천고속도로와 수도권제1순환고속도로가 만나는 분기점이다.

## 역사
- 2016년 12월 9일 : 분기점 신설을 위해 하남시 도시계획시설 교통광장에 광암동 일원을 서하남 분기점을 고시[1]
- 2018년 5월 4일 : 안성 ~ 구리 10~14공구 구간 세부설계 변경으로 인해 교통광장 규모 변경[2]
- 2025년 1월 1일 : 세종포천고속도로 남안성 ~ 남구리 구간 개통과 함께 통행 개시[3]

## 구조물 정보
- 위치 : 경기도 하남시 광암동

## 접속하는 노선

### 세종・포천방면
- 세종포천고속도로

### 성남・구리방면
- 수도권제1순환고속도로